# Vissvass

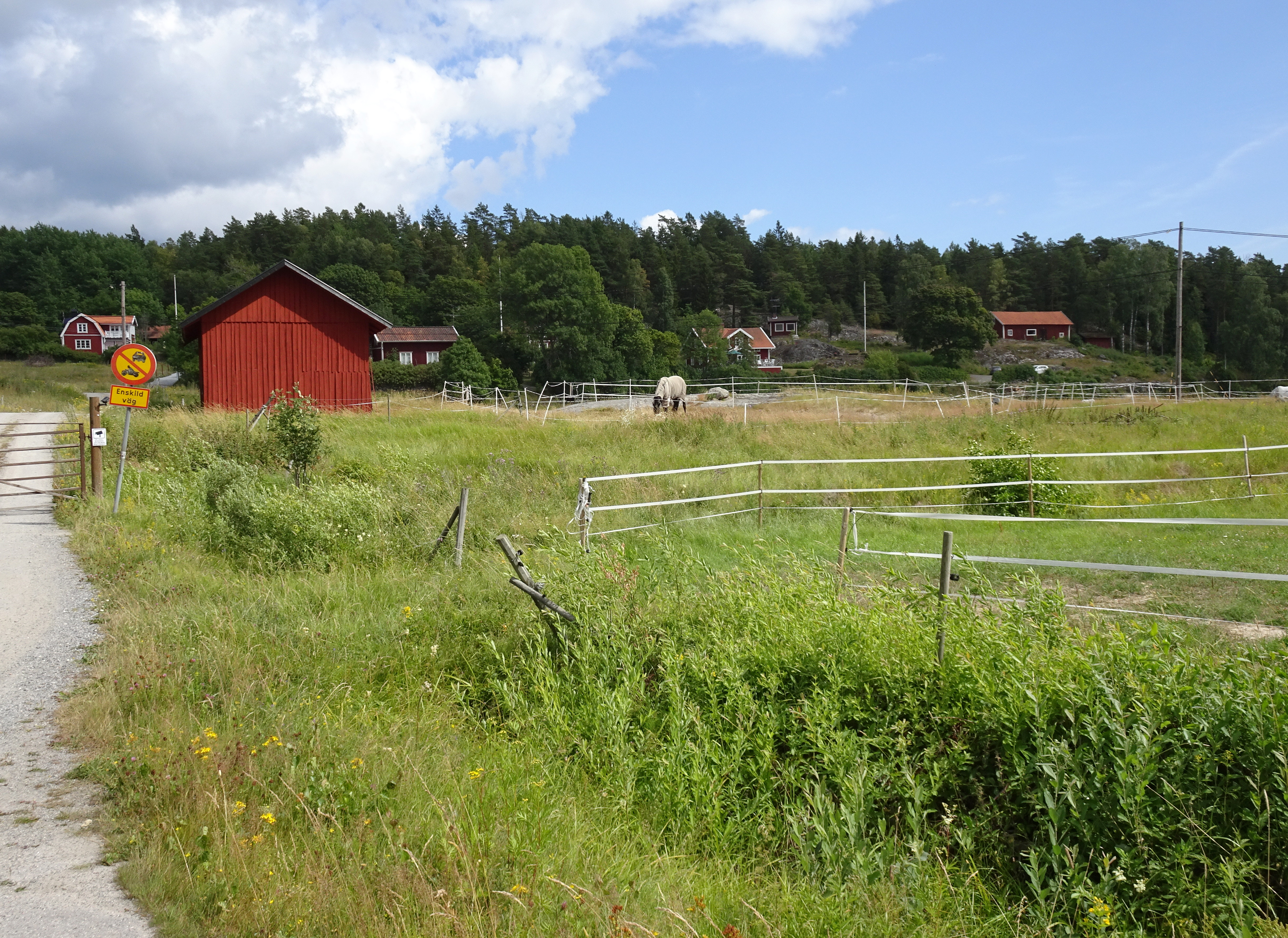
Vissvass by vid Vissvassvägen / Sjöviksvägen, 2017.

Vissvass är ett kulturhistoriskt intressant område vid Vissvassfjärden i Tyresö kommun, Stockholms län. Vissvass var ursprungligen en samlad medeltida by vars gårdar på 1800-talets mitt spreds i samband med laga skiftet. Idag är Vissvass Tyresös enda bevarade bymiljö och den enda kända stenåldersboplatsen i kommunen.

## Namnet
Vissvass omnämns 1460 som wideswas. På fornsvenska betyder ordet wide buskage, som kan tolkas som platsen med buskage av vass eller vassruggar. Just i området där byn Vissvass låg finns en vik, den så kallade Maren, som genom landhöjning håller på att växa igen med bland annat vass.

## Historik
Föregångaren till Maren var en Östersjövik som  nådde långt inåt land, förbi Norrgården, där nuvarande Vissvassvägen sträcker sig fram. Platsen blev under yngre stenåldern en tillfällig bosättning för fiskare och säljägare. På 1980-talet påträffades spår efter vad som kan ha varit en fångst- och fiskeplats för en grupp människor tillhörande den gropkeramiska kulturen. Man fann keramik och slagen kvarts (RAÄ-nummer Tyresö 131:1). Lämningar efter fasta bosättningar från brons- eller järnåldern har inte påträffats, vilket tyder på att den första fasta bebyggelsen etablerades någon gång under medeltiden. I mitten av 1400-talet var Vissvass redan en by med flera gårdar som lydde under det stora Tyresögodset.
| Vissvass och Vissvassfjärden omkring 1750 |  | Vissvass omkring 1900 |
| Vissvass och Vissvassfjärden omkring 1750 |  | Vissvass omkring 1900 |

Under 1700- och 1800-talen utvecklades Vissvass till den största byn i Tyresö socken. Byns läge är markerat på en karta från 1750-talet. Som mest fanns åtta gårdar vars huvudbyggnader låg samlade utefter dalgångens norra sluttning med odlingsmarken nedanför. Genom laga skifte rycktes den samlade bebyggelsen isär och fyra gårdar flyttades ut till nya bebyggelselägen i omgivningarna. Det var nuvarande Södergården, Norrgården, Ängsudden och Sjövik vars huvudbyggnader finns fortfarande bevarade. Även de fyra gårdarna från gamla byn Vissvass finns alltjämt kvar och ligger i sluttningen vid dagens Sjöviksvägen. Husen har dock byggts om och till och utgör idag privatbostäder eller fritidshus. Till byn hörde fyra torp, av dem har bara Ängsmaren sitt ursprungliga utseende i behåll.

## Vissvass idag
Samtliga jordbruk är numera nedlagda medan byns ekonomibyggnader är till större del bevarade och ger karaktär åt det ålderdomliga kulturlandskapet. Åkrarnas utformning och sträckning motsvarar i stort sett densamma som i början av 1900-talet, men en stor del har idag övergått till betesmark. Vissvass södra del präglas av fritidsverksamheter som långtidscamping med husvagnar och två småbåtshamnar för Trollbäckens och Åva båtsällskap. Enligt kommunens nya översiktsplan som sträcker sig fram till år 2035 skall Vissvass utvecklas till en ”viktig plats för båtlivet i Tyresö”.

## Bilder

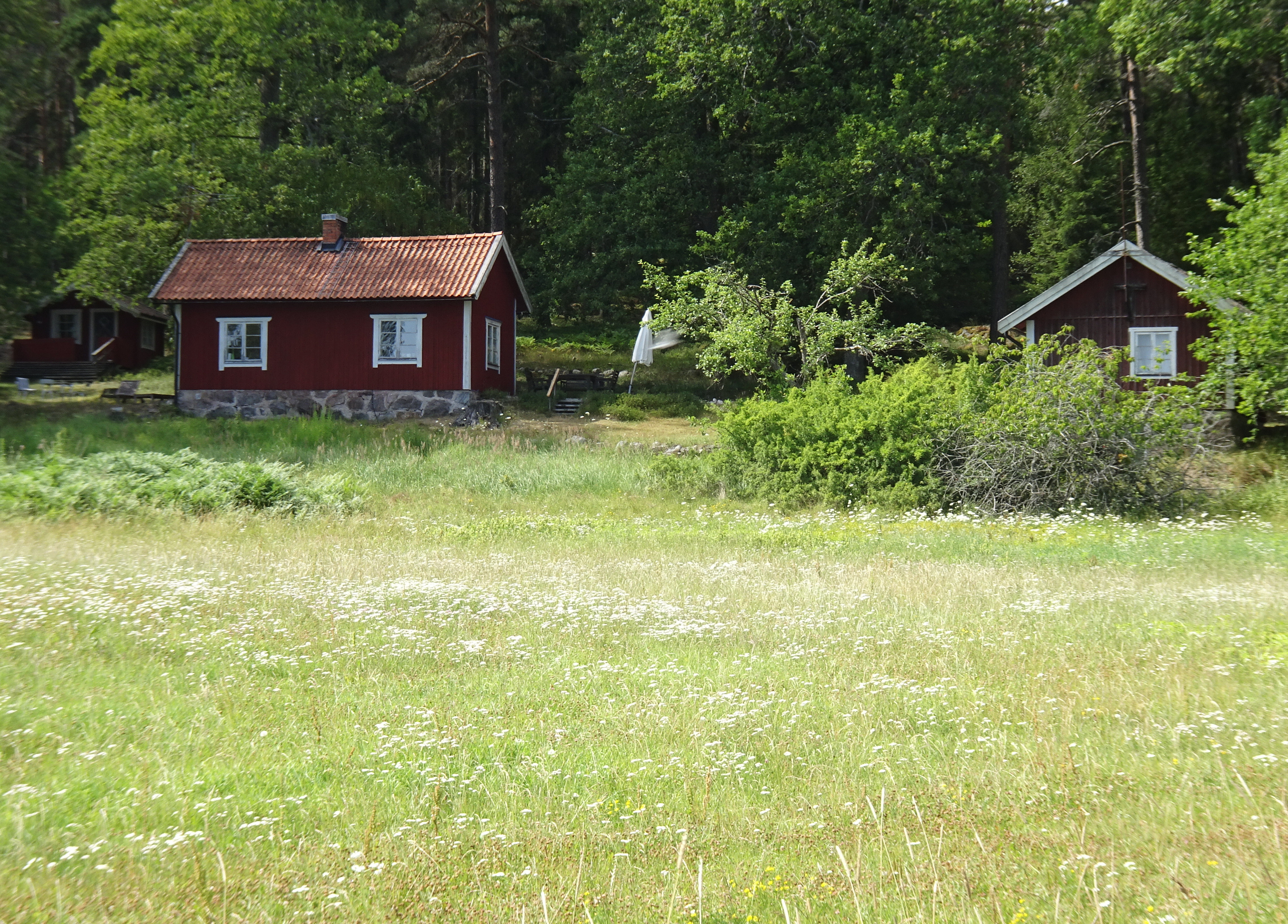
Södergården.
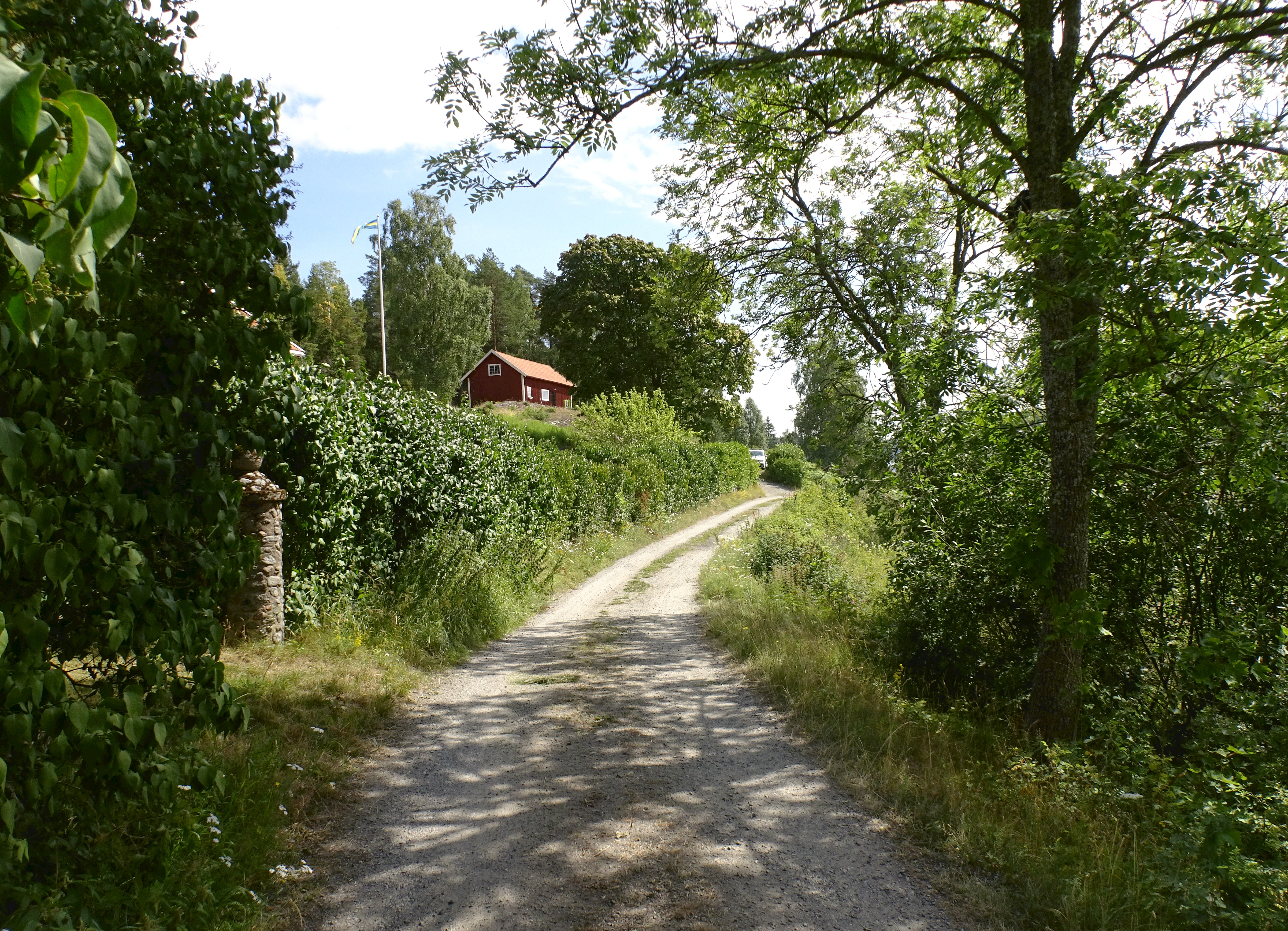
Vissvass ursprungliga by vid nuvarande Sjöviksvägen.
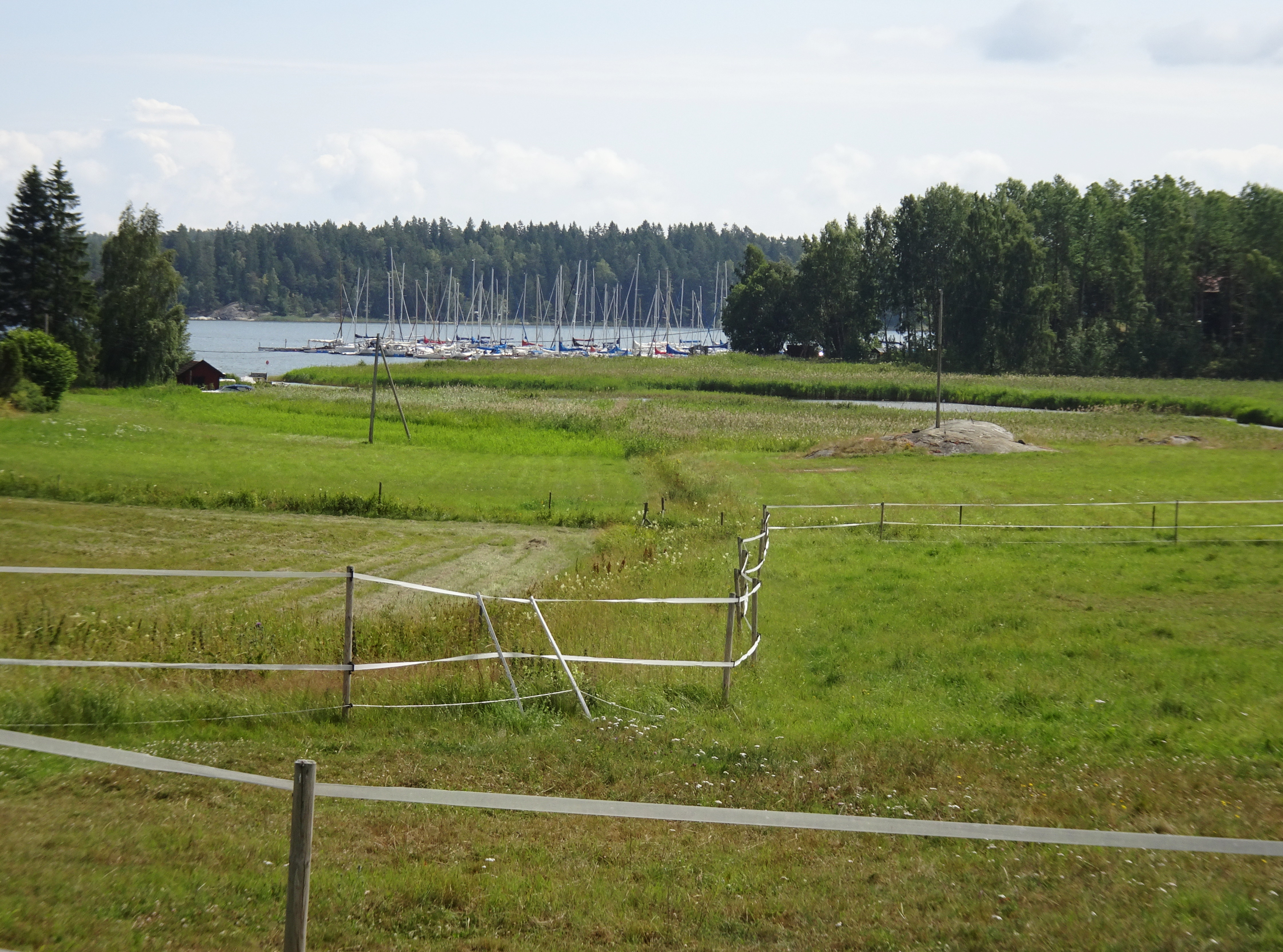
Dalgången, "Maren" och Vissvassfjärden i bakgrunden.
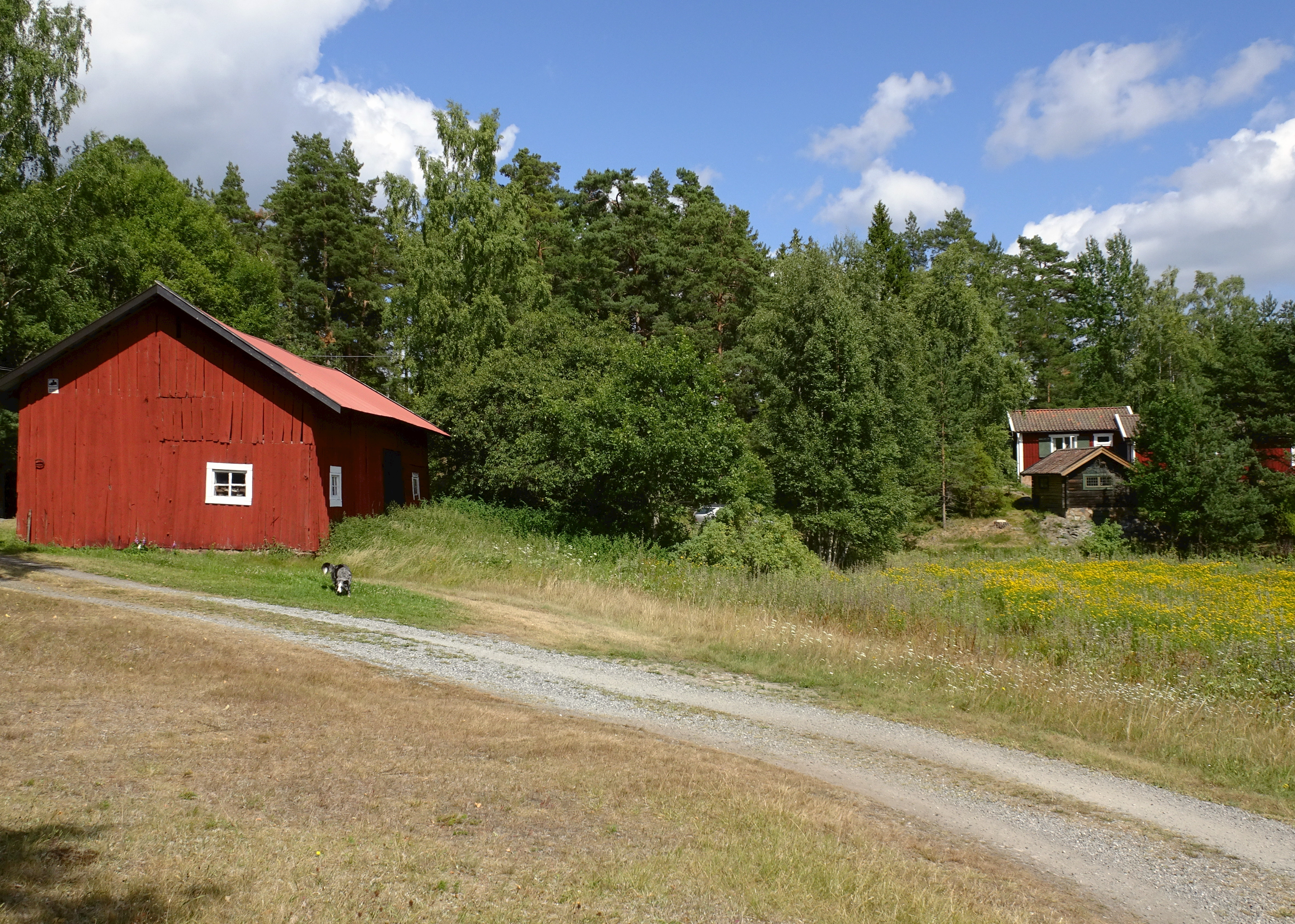
Sjövik.
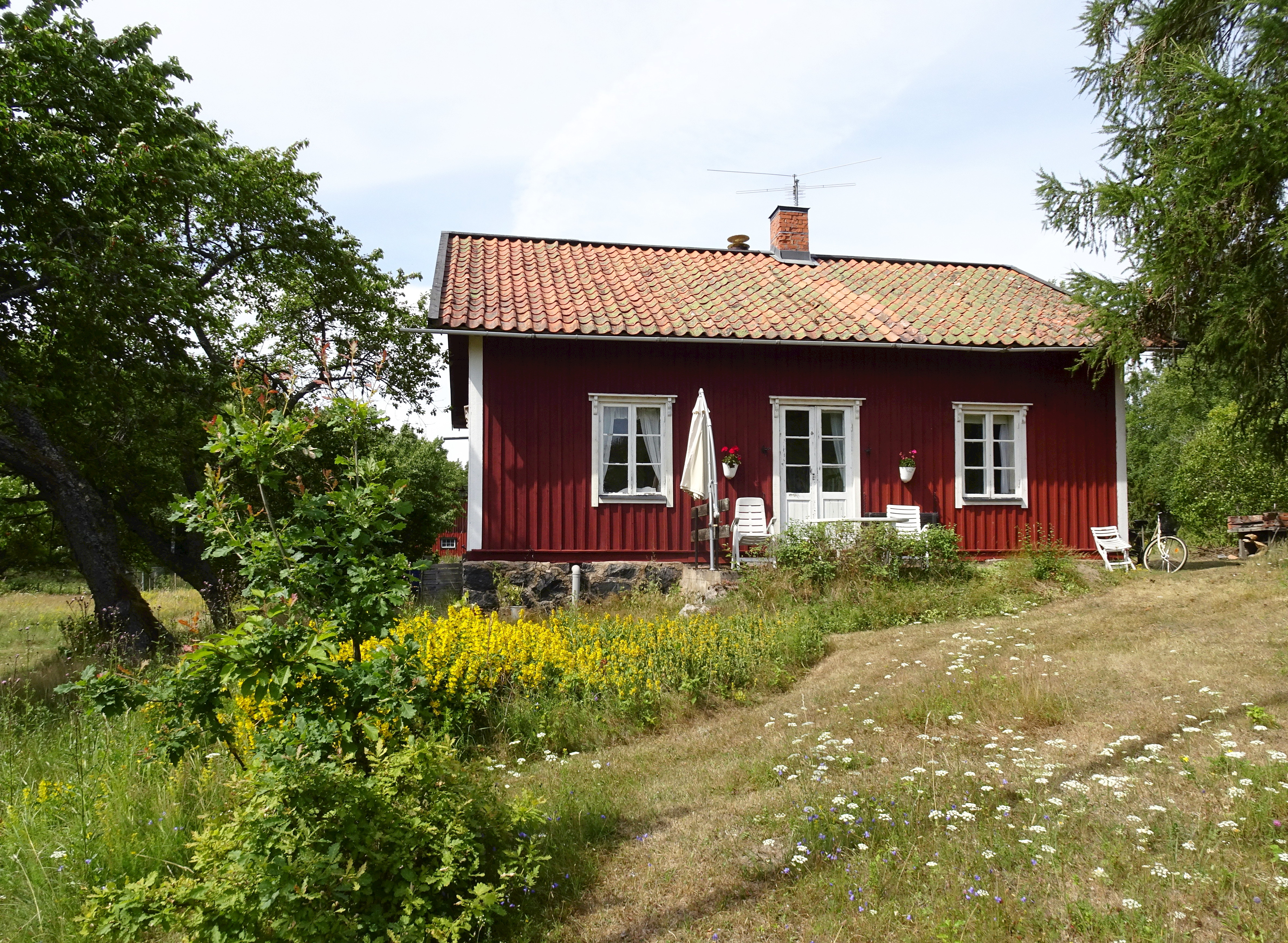
Norrgården.